# Eugenia bosseri
Eugenia bosseri är en myrtenväxtart som beskrevs av E.L.Joseph Guého och Andrew John Scott. Eugenia bosseri ingår i släktet Eugenia och familjen myrtenväxter.
Artens utbredningsområde är Réunion. Inga underarter finns listade i Catalogue of Life.